# 鉄道荷物会社
鉄道荷物会社（てつどうにもつがいしゃ）とは、現在のJRの前身である国鉄の関連企業群の一つ。小荷物営業に関連して、駅構内での荷物積み下ろし業務や、トラックによる駅からの荷物集配業務等を受託していた企業を指す。国鉄が小荷物営業を廃止した1986年（昭和61年）の時点では全国で21社が存在していた。

## 概要
労働集約型産業といわれる鉄道事業の中でも、小荷物営業は人手を要する分野の一つであり、駅での荷物の引受・仕訳・保管、荷物車への積み下ろし等には多くの人員が必要であった。また、季節・曜日等による波動も多く、国鉄自体の定員が抑制される中で外部委託による解決が図られる必要があった。この事情を背景に、国鉄の関連企業として鉄道荷物会社が発足していくこととなった。
21社を数えた各社の性格は様々で、鉄道荷物専業の社がある一方、車両清掃・整備、施設・用地管理、鉄道用品輸送等と併せて「よろづ屋」的に業務の一つとして受託している社もあった。また、駅構内での業務のほか、1980年代に入ってからは国鉄の荷扱車掌に代わって荷物車に作業員を乗務させ、荷役・車内仕訳業務を行うようにもなった。
早くから貨物自動車運送業を営んでいた社が少なくない。国電区間の荷電（荷物列車）代行や、地方線区・国鉄自動車路線の荷物輸送代行、託送手荷物の配送等が背景にあったようである。
- 鉄道荷物専業またはそれに近い社の例
  - 東京鉄道荷物（株）
  - 大阪鉄道荷物（株）
  - 北海道鉄道荷物（株）
  - 新潟鉄道荷物（株）
  - 北関東鉄道荷物（株）
  - 湘南鉄道荷物（株）
  - 岡山鉄道荷物（株）
  - 米子鉄道荷物（株）
  - 広島鉄道荷物（株）
  - 四国鉄道荷物（株）

- 業務の一つとして受託していた社の例
  - 水鉄開発（株）[4]
  - 中央開発（株）
  - 中部国鉄用品運輸（株）
  - 長野鉄道車両整備（株）
  - 福鉄開発（株）
  - 分鉄開発（株）

## 小荷物営業変動の波の中で
経済成長による荷動き自体の増や、新聞・週刊誌の普及等による輸送需要増等を乗り切るのに鉄道荷物会社は一定の役割を果たし、宅配便が台頭する1970年代後期においても国鉄と共に小荷物営業を支えていた。1980年代前半の鉄道情報誌の記事でも、鉄道荷物会社やその従業員についての記述や写真を散見することができる。
宅配便に対抗して国鉄が小荷物営業のテコ入れを図り、宅配サービス等を付加した新商品「宅配鉄道便Q」（小荷物輸送に宅配サービスを付加したもの）や「ひかり宅配便」（小荷物輸送に取次店での引受サービスと宅配サービスを付加したもの）を打ち出すと、鉄道荷物会社はトラックによる駅からの集配輸送をも担い、全国輸送網を構築することになったものの、新商品も利用が低迷したまま1986年（昭和61年）に国鉄の小荷物営業自体の廃止方針が定められることとなる。この時点では、小荷物の全国輸送網自体は形態を変えて維持する方針であった模様で、「ひかり宅配便」はブランド名を変えて鉄道荷物会社の営業に移管し、荷物列車に代えて鉄道コンテナで幹線輸送を行うといった計画が示されてはいた。
鉄道荷物会社にとって、国鉄の小荷物営業の全廃は駅での荷扱い業務受託の全廃を意味し、大きな打撃を蒙ることとなった。「ひかり宅配便」の営業移管方針も、特に取り扱い荷物数の少ない地方線区の社には重荷であり、21社のうち6社（北関東鉄道荷物・水鉄開発・中央開発・長野鉄道車両整備・福鉄開発・分鉄開発）が「ひかり宅配便」の業務から脱退。これらのケースを含め、各社は乗車券宅配や「ひかり直行便」（新幹線レールゴーサービスにバイクによる集配サービスを付加したもの）等の新規業務に取り組む一方で、多数の離職者発生に対し雇用保険法による雇用調整助成金の支給を受けて人員整理を進めつつ国鉄分割民営化を迎えることとなった。

## 現状
1987年（昭和62年）以降、JR各社の発足により、鉄道荷物会社もJR各社の関連企業に移行した。多くは旅客会社系の企業となったが、運輸業を継続している社の中には貨物会社系の企業となった例もある。僅かに残った新幹線レールゴーサービスやブルートレイン便等の荷扱い業務受託を継続している事例に、鉄道荷物会社としての名残を留めた。運輸業から撤退した社は車両清掃や委託駅駅務、施設・用地管理等の受託会社となり、JR発足から多くの年数が経過した現在、社名変更や企業統合を経て名前を見出すのが難しい社も少なくない。
- JR旅客会社系の運輸系企業となった例
  - （株）ジェイアール東日本物流（旧･東京鉄道荷物（株））
  - ジェイアール東海物流（株）（旧・中部国鉄用品運輸（株））
  - （株）ジェイアール西日本マルニックス（旧･大阪鉄道荷物（株））
  - （株）東日本物流サービス（旧･湘南鉄道荷物（株）→湘南物流サービス（株）と東京鉄道用品輸送（株）が合併）
  - 東北鉄道運輸（株）
  - 新潟鉄道荷物（株）
  - 広島鉄道荷物（株）
  - 四鉄運輸（株）（旧･四国鉄道荷物（株））

- JR貨物系の運輸系企業となった例
  - （株）ジェイアール貨物・北海道物流（旧･北海道鉄道荷物（株）→（株）北海道ジェイアール物流と（株）ジェイアール貨物・北海道ロジスティクスが合併）

- 運輸業以外の企業となった例
  - 長野鉄道車両整備（株）（→JR長野鉄道サービス（株）に改称）
  - 分鉄開発（株）（→2017年解散）

- 参考：その他のJR旅客会社系物流企業（鉄道荷物会社としての履歴が不明もしくは無関係であるもの）
  - JR九州商事（株）（貨物自動車運送業務は北九州営業所における鉄道資材等の輸送のみ）